# Xenortholitha superlata
Xenortholitha superlata là một loài bướm đêm trong họ Geometridae.